# James Mac Gaw
James Mac Gaw est musicien, compositeur, arrangeur et réalisateur franco-écossais né le 27 septembre 1968 à Paris et mort le 8 mars 2021 à Rezé.

## Biographie

### Jeunesse
James Mac Gaw, naît en 1968 à Paris. Après des études classiques (guitare, contrebasse, écriture), il participe à de nombreux combos de jazz comme guitariste, bassiste ou contrebassiste.

### Carrière
De 1994 à 1997, il écrit et arrange pour Pascal Mathieu (Prix Charles Cros 1996, Prix Félix Leclerc 1997). En juillet 1997, il intègre la nouvelle formation du groupe Magma en tant que guitariste (concerts, tournées au Japon, USA, Amérique du sud, Russie, Europe), avec laquelle il enregistre une douzaine de références. Sur certains albums de Magma, il est mentionné sous son « nom kobaïen » : Staïïss  Ësslëhnt.
Il fait également partie du quartet électrique One Shot, avec lequel il enregistre cinq albums.
En tant que bassiste, il enregistre avec le quintet de Christian Maes (accordéoniste diatonique traditionnel), Pienza Ethnorkestra (avec D. Jeand'heur et T.Bruneau à la batterie-percussions/vielle à roue), puis avec Some Like It Odd et Faustine.

### Mort et hommages
Au moment où il publie l'album La Fin des temples en 2020, il perd un long et éprouvant combat contre une tumeur au cerveau, le 8 mars 2021 à Rezé. C'est d'ailleurs à cause de cette maladie qu'il avait fait le choix de quitter Magma en 2015.
À l'annonce du décès de James, la chanteuse du groupe Magma, Stella Vander, adresse un message poignant à son ami désormais parti :

« Tu es parti aujourd’hui, journée de la femme, toi le charmeur de ces dames… et de ces messieurs. Tout le monde était sous ton charme James, au-delà du musicien immense était l’ami qui savait écouter, encourager, conseiller. Tu étais "un enfant de Magma", tu as trouvé ta place avec nous, naturellement. Toutes ces phrases chantées à l’unisson avec ta guitare, des milliers de fois, à la recherche du mélange parfait, du son absolu. Cela ne s’est pas fait en un jour mais au bout d’un moment, l’osmose est devenue parfaite. Ton combat contre la maladie a été hors du commun, tu as déjoué tous les pronostics et nous avions fini par croire que tu allais gagner. Tu es parti serein, la vie jusqu’au bout... entouré de Morgane, ta merveilleuse épouse, de John et Louise, tes magnifiques enfants. Magma a perdu un de ses plus fidèles combattants, j’ai perdu un ami. »

— Stella Vander
Ses obsèques se tiennent au crématorium métropolitain des Landes de la Prunière à Saint-Jean-de-Boiseau dans l'après-midi du 11 mars 2021 ; il est ensuite crématisé à Nantes.

## Discographie[6]

### Magma
- 1998: Flöë Ëssi / Ëktah
- 2004: K.A
- 2009: Ëmëhntëhtt-Rê
- 2012: Félicité Thösz
- 2014: Rïah Sahïltaahk (nouvelle version)
- 2015: Šlaǧ Tanƶ

### One Shot
- 1999 : One Shot
- 2001 : Vendredi 13
- 2006 : Ewaz Vader9
- 2008 : Dark Shot10
- 2010 : Reforged
- 2011 : Live In Tokyo
- 2015 : Intégral 1999/2010 (coffret)

### Christian Maes Quintet
- 1998: The Giant’s Walk

### Pienza / Pienza Ethnorkestra
- 2001: Pienza
- 2006: Indiens d’Europe